# Вризі
Вризі́, Врізі (фр. Vrizy) — колишній муніципалітет у Франції, у регіоні Гранд-Ест, департамент Арденни. Населення — 338 осіб (2011).
Муніципалітет був розташований на відстані близько 185 км на схід від Парижа, 60 км на північний схід від Шалон-ан-Шампань, 39 км на південь від Шарлевіль-Мезьєра.

## Історія
До 2015 року муніципалітет перебував у складі регіону Шампань-Арденни. Від 1 січня 2016 року належав до нового об'єднаного регіону Гранд-Ест.
1 червня 2016 року Вризі і Террон-сюр-Ен було приєднано до муніципалітету Вузьє.

## Демографія
Динаміка населення (INSEE ):
Розподіл населення за віком та статтю (2006):
| Стать | Всього | До 15 років | 15-24 | 25-44 | 45-64 | 65-85 | Понад 85 |
| --- | ------ | ----------- | ----- | ----- | ----- | ----- | -------- |
| Чоловіки | 204    | 48          | 24    | 40    | 52    | 36    | 4        |
| Жінки | 180    | 28          | 16    | 56    | 36    | 36    | 8        |
| \| Статево-вікова піраміда \| Статево-вікова піраміда \| Статево-вікова піраміда \| \| ----------------------- \| ----------------------- \| ----------------------- \| \| Чоловіки \| Вік \| Жінки \| \| 4 \| 85 + \| 8 \| \| 8 \| 80-84 \| 4 \| \| 8 \| 75-79 \| 16 \| \| 8 \| 70-74 \| 8 \| \| 12 \| 65-69 \| 8 \| \| 16 \| 60-64 \| 4 \| \| 16 \| 55-59 \| 16 \| \| 4 \| 50-54 \| 12 \| \| 16 \| 45-49 \| 4 \| \| 12 \| 40-44 \| 24 \| \| 16 \| 35-39 \| 12 \| \| 8 \| 30-34 \| 12 \| \| 4 \| 25-29 \| 8 \| \| 12 \| 20-24 \| 4 \| \| 12 \| 15-20 \| 12 \| \| 20 \| 10-14 \| 12 \| \| 12 \| 5-9 \| 12 \| \| 16 \| 0-4 \| 4 \| |        |             |       |       |       |       |          |
| Статево-вікова піраміда |        |             |       |       |       |       |          |
| Чоловіки | Вік    | Жінки       |       |       |       |       |          |
| 4 | 85 +   | 8           |       |       |       |       |          |
| 8 | 80-84  | 4           |       |       |       |       |          |
| 8 | 75-79  | 16          |       |       |       |       |          |
| 8 | 70-74  | 8           |       |       |       |       |          |
| 12 | 65-69  | 8           |       |       |       |       |          |
| 16 | 60-64  | 4           |       |       |       |       |          |
| 16 | 55-59  | 16          |       |       |       |       |          |
| 4 | 50-54  | 12          |       |       |       |       |          |
| 16 | 45-49  | 4           |       |       |       |       |          |
| 12 | 40-44  | 24          |       |       |       |       |          |
| 16 | 35-39  | 12          |       |       |       |       |          |
| 8 | 30-34  | 12          |       |       |       |       |          |
| 4 | 25-29  | 8           |       |       |       |       |          |
| 12 | 20-24  | 4           |       |       |       |       |          |
| 12 | 15-20  | 12          |       |       |       |       |          |
| 20 | 10-14  | 12          |       |       |       |       |          |
| 12 | 5-9    | 12          |       |       |       |       |          |
| 16 | 0-4    | 4           |       |       |       |       |          |

## Економіка
2010 року серед 202 осіб працездатного віку (15—64 років) 142 були активними, 60 — неактивними (показник активності 70,3%, у 1999 році було 67,3%). З 142 активних мешканців працювало 126 осіб (66 чоловіків та 60 жінок), безробітними було 16 (9 чоловіків та 7 жінок). Серед 60 неактивних 15 осіб було учнями чи студентами, 22 — пенсіонерами, 23 були неактивними з інших причин.

У 2010 році у муніципалітеті числилось 154 оподатковані домогосподарства, у яких проживали 367,0 особи, медіана доходів виносила 16 737 євро на одного особоспоживача.